# Slava Cercheză
Slava Cercheză (oroszul: Черкезская Слава) község Tulcea megyében, Dobrudzsában, Romániában. A hozzá tartozó település Slava Rusă.

## Fekvése
A település az ország délkeleti részén található, a megyeszékhelytől, Tulcsától ötven kilométerre délnyugatra.

## Története
Régi török neve Çerkez-Slavasi. A települést a 17. század végén és a 18. század elején cserkeszek alapították, innen a település neve is, melynek jelentése: szláv cserkeszek.

## Lakossága
A nemzetiségi megoszlás a következő:
| 2002      | 2002 | 2002   |
| --------- | ---- | ------ |
| Lipovánok | 2309 | 81,61% |
| Románok   | 515  | 18,20% |
| Ukránok   | 2    | 0,07%  |
| Bolgárok  | 2    | 0,07%  |
| Törökök   | 1    | 0,03%  |
| Összesen  | 2829 | 100,0% |

## Látnivalók
- Vovidenia kolostor - óhitű ortodox templom.